# Colocleora smithi
Colocleora smithi är en fjärilsart som beskrevs av W. Warren 1904. Colocleora smithi ingår i släktet Colocleora och familjen mätare. Inga underarter finns listade i Catalogue of Life.